# Scheldeprijs 2013
Lo Scheldeprijs 2013, novantanovesima edizione della corsa, valido come evento dell'UCI Europe Tour 2013 categoria 1.HC, si svolse il 3 aprile 2013 per un percorso di 204,2 km. Fu vinto dal tedesco Marcel Kittel, che terminò la gara in 4h41'00" alla media di 43,6 km/h.
Furono 166 in totale i ciclisti che portarono a termine il percorso.

## Squadre e corridori partecipanti
| N.      | Cod. | Squadra                 |
| ------- | ---- | ----------------------- |
| 1-8     | ARG  | Team Argos-Shimano      |
| 11-18   | OPQ  | Omega Pharma-Quickstep  |
| 21-28   | GRS  | Garmin-Sharp            |
| 31-38   | ALM  | AG2R La Mondiale        |
| 41-48   | AST  | Astana Pro Team         |
| 51-58   | BLA  | Blanco Pro Cycling Team |
| 61-68   | EUS  | Euskaltel-Euskadi       |
| 71-78   | FDJ  | FDJ                     |
| 81-88   | KAT  | Katusha Team            |
| 91-98   | LTB  | Lotto-Belisol Team      |
| 101-108 | MOV  | Movistar Team           |
| 111-118 | RLT  | RadioShack-Leopard      |
| 121-128 | SKY  | Sky Procycling          |

| N.      | Cod. | Squadra                         |
| ------- | ---- | ------------------------------- |
| 131-138 | TST  | Team Saxo-Tinkoff               |
| 141-148 | VCD  | Vacansoleil-DCM                 |
| 151-158 | AJW  | Accent Jobs-Wanty               |
| 161-168 | CSS  | Champion System                 |
| 171-178 | MTN  | MTN-Qhubeka                     |
| 181-188 | EUC  | Team Europcar                   |
| 191-198 | CRE  | Crelan-Euphony                  |
| 201-208 | TNE  | Team NetApp-Endura              |
| 211-218 | RVL  | RusVelo                         |
| 221-228 | TSV  | Topsport Vlaanderen-Baloise     |
| 231-238 | UHC  | UnitedHealthcare Pro Cycling T. |
| 241-248 | VIN  | Vini Fantini-Selle Italia       |

## Ordine d'arrivo (Top 10)
| Pos. | Corridore           | Squadra       | Tempo    |
| ---- | ------------------- | ------------- | -------- |
| 1    | Marcel Kittel       | Argos-Shimano | 4h41'00" |
| 2    | Mark Cavendish      | Omega Pharma  | s.t.     |
| 3    | Barry Markus        | Vacansoleil   | s.t.     |
| 4    | Andrea Guardini     | Astana        | s.t.     |
| 5    | Alexander Kristoff  | Katusha Team  | s.t.     |
| 6    | Tyler Farrar        | Garmin-Sharp  | s.t.     |
| 7    | Kenny Dehaes        | Lotto-Belisol | s.t.     |
| 8    | Theo Bos            | Blanco        | s.t.     |
| 9    | Romain Feillu       | Vacansoleil   | s.t.     |
| 10   | Michael Van Staeyen | Topsport Vl.  | s.t.     |